# Майтаг
Район Майтаг (уйг. مايتاغ رايونى; Maytaƣ Rayoni‎) или район Душаньцзы (кит. упр. 独山子区, пиньинь Dúshānzǐ Qū) — район в городском округе Карамай Синьцзян-Уйгурского автономного района КНР. Китайское название означает «одинокая гора», уйгурское  — «нефтяная гора».

## История
Ещё в 1897 году в этих местах была обнаружена нефть. В 1936 году при помощи СССР начались попытки организовать здесь нефтедобычу. После образования КНР началось интенсивное освоение этих мест, сюда переселилось свыше десяти тысяч человек. 22 февраля 1955 года был образован рабочий комитет по управлению добывающим районом Душаньцзы. В 1956 году был создан посёлок Душаньцзы. В 1958 году был создан городской уезд Карамай, и Душаньцзы стал его районом. В 1984 году Карамай был выведен из состава округа Чугучак и перешёл под непосредственное подчинение правительству Синьцзян-Уйгурского автономного района, но при этом разделение Карамая на районы было ликвидировано, и Душаньцзы опять стал посёлком. 8 августа 1990 года Карамай снова стал городским округом, и район Душаньцзы был восстановлен.

## География
Район является эксклавом: от остальной территории городского округа Карамай его отделяет находящаяся севернее территория городского уезда Куйтунь Или-Казахского автономного округа. С остальных сторон район окружён городским уездом Усу округа Чугучак.

## Административное деление
Район делится на 3 уличных комитета.